# Mycomya midas
Mycomya midas är en tvåvingeart som beskrevs av Coher 1952. Mycomya midas ingår i släktet Mycomya och familjen svampmyggor. Inga underarter finns listade i Catalogue of Life.